# 15ª Campanha de Almançor
A 15ª Campanha de Almançor, também conhecida como Campanha de Trancoso e Viseu foi uma operação militar levada a cabo em 981 por Almançor, primeiro-ministro do califa Hixame II de Córdova e a primeira que visou o actual território português.  
A 1 de Outubro de 976 Hixame II sucedeu a Aláqueme II no trono califal de Córdova e, na semana seguinte, o novo califa indigitou ibne Abi Amir, mais tarde conhecido como Almançor, para o cargo de hájibe ou primeiro-ministro. Almançor assumiu poderes ditatoriais à revelia de Hixame e continuou as reformas militares anteriormente começadas por Aláqueme II. Ameaçado pelas incursões cristãs, no ano seguinte instituiu uma política de destrutivas campanhas contra os reinos cristãos do norte, duas vezes ao ano geralmente, para cobrar tributos ou pilhá-los caso se recusassem a pagar, política que se prolongaria para lá da sua morte, até 1008. Estes foram 31 anos de hegemonia cordovesa imposta sobre os reinos cristãos com brutalidade e os mais caóticos desde o início da Reconquista.
Trancoso fora deixado em testamento ao Mosteiro de Guimarães por D. Flâmula, filha do conde D. Rodrigo e sobrinha de Mumadona Dias. Tratava-se já de um importante castelo. Trancoso foi conquistada por força das armas. De seguida, Viseu foi atacada e os seus arrabaldes destruídos. Esta cidade foi capturada e, depois de saqueada, toda a sua população foi escravizada.